# Prionocidaris
Prionocidaris is een geslacht van zee-egels uit de familie Cidaridae.

## Soorten
- Prionocidaris australis (Ramsay, 1885)
- Prionocidaris baculosa (Lamarck, 1816)
- Prionocidaris bispinosa (Lamarck, 1816)
- Prionocidaris callista Rowe & Hoggett, 1986
- Prionocidaris cookei Cutress, 1976 †
- Prionocidaris glandulosa (De Meijere, 1904)
- Prionocidaris haasti Fell, 1954 †
- Prionocidaris hawaiiensis (A. Agassiz & H.L. Clark, 1907)
- Prionocidaris malindiensis Stephenson, 1968 †
- Prionocidaris marchalli Fell, 1954 †
- Prionocidaris pistillaris (Lamarck, 1816)
- Prionocidaris popeae Hoggett & Rowe, 1986
- Prionocidaris praeverticillata Stephenson, 1968 †
- Prionocidaris scoparia Chapman & Cudmore, 1934 †
- Prionocidaris thomasi (A. Agassiz & H.L. Clark, 1907)